# Путилковский сельский округ
Путилковский сельский округ — упразднённая административно-территориальная единица, существовавшая на территории Красногорского района Московской области в 1994—2006 годах.
Путилковский сельсовет был образован в первые годы советской власти. По данным 1921 года он входил в состав Ульяновской волости Московского уезда Московской губернии. В том же году Путилковский с/с был передан в новую Павшинскую волость.
23 ноября 1925 года из Путилковского с/с был выделен Братцевский сельсовет.
В 1926 году Путилковский с/с включал деревню Путилково и фабрику имени Сапронова.
В 1929 году Путилковский с/с был отнесён к Сходненскому району Московского округа Московской области.
27 сентября 1932 года Путилковский с/с был передан в Красногорский район.
14 июня 1954 года Путилковский с/с был упразднён, а его территория передана в Братцевский с/с.
18 декабря 1990 года в черту города Москвы был включён посёлок Новобратцевский Красногорского района. Административно подчинённые этому посёлку селения Гаврилково и Путилково остались в составе Красногорского района и 25 декабря 1991 года вошли в новообразованный Путилковский с/с.
3 февраля 1994 года Путилковский с/с был преобразован в Путилковский сельский округ.
В ходе муниципальной реформы 2004—2005 годов Путилковский сельский округ прекратил своё существование как муниципальная единица. При этом все его населённые пункты были переданы в сельское поселение Отрадненское.
29 ноября 2006 года Путилковский сельский округ исключён из учётных данных административно-территориальных и территориальных единиц Московской области.